# حزقيال أنخيل أرياس
حزقيال أنخيل أرياس (بالإسبانية: Juan Ángel Arias)‏ هو سياسي هندوراسي، ولد في 1800 في كوماياغوا في هندوراس، وتوفي في 1842. انتخب رئيس هندوراس.